# 周氏宗祠 (江山市)
周氏宗祠位于浙江省江山市石门镇江郎山村下属的泉井自然村。
周氏宗祠系学坦周氏家族祠堂，据建筑风格和家谱推断为明代后期建筑，至清朝道光七年（1827年）完成整座宗祠建筑。宗祠八字型砖雕大门刻有“学坦世家”四字。2008年前，宗祠沦为家俱厂加工场地，在第三次全国文物普查中被再度发现。2010年7月19日，泉井周氏宗祠公布为第五批江山市文物保护单位，编号5-3-27。2011年与泉井列入第六批浙江省文物保护单位。